# 쿠노이치 츠바키의 속마음
《쿠노이치 츠바키의 속마음》(일본어: くノ一ツバキの胸の内 구노이치 쓰바키노 무네노 우치[*])는 야마모토 소이치로에 의한 일본의 만화이다. 《겟산》 (쇼가쿠칸)에서 2018년 2월호부터 2023년 6월호까지 연재되었다.
남자 금제인 「아카네조」의 마을에서 펼쳐지는 쿠노이치들의 일상담. 캐치 카피는 「《장난을 잘 치는 타카기 양》의 작자가 주는 또 하나의 야마모토 슈이치로 월드」. 작자 왈 여자아이 투성이의 만화를 그려보고 싶어서 시작한 작품으로 타카키 씨에 비해 마음대로 할 수 있어 즐거운 작품. 남성의 존재는 종종 시사되고 있지만 학생의 주요 등장인물은 철이 든 뒤 한 번도 남성을 보지 못한 채 자라고 있다.명확한 이름을 가진 남성 캐릭터도 전혀 등장하지 않고, 시대 설정이나 캐릭터의 연령은 작중에서는 명확하게 되어 있지 않다.

## 줄거리
닌자의 세계는 여성 닌자 집단 아카네조와 남성 닌자 집단 아오이조로 양분되어 있다.
서로 너무나도 다르지만 한 가지 공통점이 있는데, 그것은 연애금지 조항!
물론 이것도 오래된 법칙은 아니다. 과거 어떠한 일로 인해 눈이 맞은 수련생들의 탈주사건으로 인해 제정된 것.
아카네조는 금남, 아오이조는 금녀 규칙을 정하며 서로 다른 삶을 살던 그 때, 아카네조 술팀의 여닌자 츠바키의 고백으로 이야기는 시작된다.

## 등장인물
목소리의 항은 특기가 없는 한 TV애니메이션판의 성우이다. 선생님을 제외하고 학생은 십이지의 이름을 딴 반으로 나누어져 있다. 반 배정은 입학 후 진행되고 있다. 본 항에서는 주인공 동백이 소속된 개반을 최초로 이후 십이지 순으로 기재한다.